# Региональные выборы в Калабрии (2020)
Региональные выборы в Калабрии 2020 года — 11-е выборы Совета и президента Калабрии, проведенные 26 января. На выборах победу одержала Йоле Сантелли, из партии «Вперед, Италия», набравшая около 450 тысяч голосов. Но через 8 месяцев Йоле умерла, и в 2021 году начались региональные выборы 3-4 октября 2021 года. Однако из-за начавшейся пандемии COVID-19 выборы были перенесены.

## Избирательная система
26 января 2020 года был использован региональный закон о выборах второй раз, изданный 11 сентября 2014 года. Этот закон предусматривает недопущение к распределению тех списков, которые не набрали минимальный порог голосов на всей территории — 4 %. Большинство голосов является 55 % и более. 30 человек будет избрано в Совет.

## Контекст

### Политические рамки
Выборы в Калабрии, в последний раз проводились в 2014 году, в конце ноября. Сроки следующих выборов были от 24 ноября 2019 до 26 января 2020 года.
25 ноября 2019 года опубликован указ о дате следующих выборов — 26 января 2020 года.
Коалиция левоцентристов решила не выставлять на второй срок Марио Оливерио, из-за трёх обращений в суд по уголовным делам. А вскоре Марио из-за опросов опустили на последнее место среди президентов, имевших уважение среди граждан.
А Филиппо Каллипо, предприниматель, стал претендентом на пост главы региона.
Проблема выбора претендента от правоцентристской коалиции касалась двух людей (Марио Оккуто или Йоле Сантеллы). Когда вето было наложено на первого кандидата, то был выбран второй. На следующий день Оккуто обвиняет Сантелли в предательстве, и объявляет, что будет баллотироваться.